# Alcolea
Alcolea er en by og kommune i det sydøstlige Spanien i provinsen Almería. Den har et indbyggertal på 829 (2024) indbyggere.